# Heraklides
Heraklides (gr.  Ἡρακλείδης - pochodzący od Heraklesa) – imię męskie pochodzenia greckiego. Najsłynniejszym Heraklidesem był Heraklides z Pontu, grecki filozof, uchodzący za twórcę filozofii heliocentrycznej. Wśród świętych - św. Heraklides, męczennik. 
Heraklides imieniny obchodzi 28 czerwca
Por. też 
- Heraklejdes z Aleksandrii
- Jan II Jakub Heraklid Despot